# Saint-Étienne-les-Orgues
Saint-Étienne-les-Orgues település Franciaországban, Alpes-de-Haute-Provence megyében. Lakosainak száma 1297 fő (2022. január 1.). Saint-Étienne-les-Orgues Cruis, Fontienne, Lardiers, Montlaux, Noyers-sur-Jabron, Revest-Saint-Martin, Saint-Vincent-sur-Jabron és Ongles községekkel határos.

## Népesség
A település népessége az elmúlt években az alábbi módon változott:
| Lakosok száma | 478  | 679  | 1091 | 1149 | 1249 | 1249 | 1296 | 1319 | 1316 | 1297 |
|               | 1968 | 1982 | 1990 | 2006 | 2013 | 2015 | 2017 | 2019 | 2020 | 2022 |